# Eberhard von Hager
Eberhard von Hager (* 1723; † 11. November 1790) war ein preußischer Generalleutnant, Chef des Infanterieregiments Nr. 38 und Ritter des Pour le Mérite.

## Leben
Hagers Familie stammt aus Livland. Er wechselte 1742 von holsteiner in preußische Dienste und kam 1750 zum Regiment „Schlieben“ Nr. 22 und wurde dort im November 1756 Premierleutnant. Dann Stabshauptmann und im März 1758 erhielt er eine eigene Kompanie. Am 17. August 1762 war er bereits Major und nach dem Sturm auf die Leutmannsdorfer Höhen erhielt er den Pour le Mérite. Am 28. Juni 1772 wurde er Oberstleutnant und am 24. Mai 1776 Oberst und nahm noch am Bayerischen Erbfolgekrieg teil. 1783 erhielt er das Füsilierregiment „Anhalt“ Nr. 38. Am 20. Mai 1784 erhielt er die Ernennung zum Generalmajor.
Im März 1790 wurde er zum Direktor des Ersten Departements des Oberkriegskollegiums ernannt und ersetzte dort den Generalmajor August Wilhelm von Vietinghoff, der sein Regiment übernahm. Am 11. August 1790 wurde er noch zum Generalleutnant ernannt, aber er starb bereits wenig später am 11. November 1790.

## Familie
Er heiratete am 26. Juni 1767 in Stargard Auguste Dorothea von Hagen. Die Ehe wurde geschieden und sie heiratete einen Grafen von Blankensee. Aus der Verbindung entstammte der Sohn:
- Rudolf Karl Eduard (* 19. Juli 1768)

Am 10. Januar 1784 heiratete er Charlotte Juliane von Blankenburg (* 20. August 1761) aus dem Haus Luppin. Das Paar hatte keine Kinder. Die Witwe heiratete am 30. Januar 1798 Lupold Christof von Wedel  (* 10. Dezember 1742; † 7. April 1803) aus dem Haus Cremzow.